# Kimulodes sinuatus
Kimulodes sinuatus is een insect uit de familie van de vlinderhaften (Ascalaphidae), die tot de orde netvleugeligen (Neuroptera) behoort. 
Kimulodes sinuatus is voor het eerst wetenschappelijk beschreven door Kimmins in 1949.